# Château de Dongelberg

Blason de Jean Meeuwe, seigneur de Wavre et Dongelberg

Le château de Dongelberg, situé à Jodoigne, en Belgique, appartint à la famille de Dongelberg jusqu'en 1305. Ensuite il échut à Jean Meeuwe, demi-frère du duc Jean II de Brabant qui développa la seigneurie, devenant un chef-lieu de mairie du Brabant.

## Histoire
Si les seigneurs de Dongelberg sont cités dès le début du XIIIe siècle, un premier château est mentionné en 1495. Une gravure (possiblement attribuée à Jacques Harrewyn) décrit l'état du domaine. Un donjon dominait l'ensemble; l'église et le cimetière se trouvaient à côté des dépendances du château.

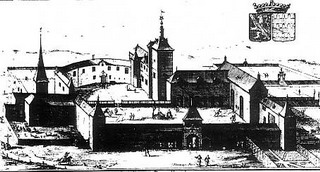
Le château de Dongelberg (1696)
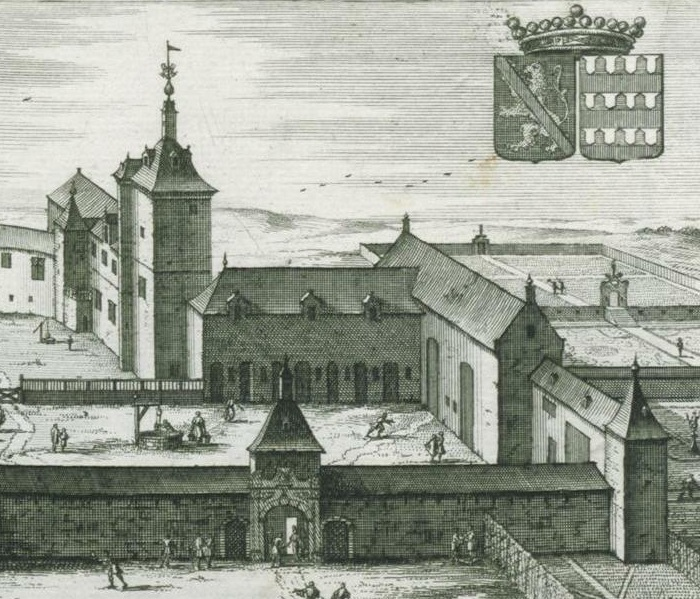
Le château, détail

Le soir du 18 février 2020, alors que le bâtiment est en travaux de rénovation, dont la mise en place d'une nouvelle installation électrique, un violent incendie se déclare et ravage le château.